# Pulmonaria visianii
Pulmonaria visianii Degen & Lengyel – gatunek roślin z rodziny ogórecznikowatych (Boraginaceae). Występuje naturalnie we Francji, Szwajcarii, Austrii, Włoszech oraz Chorwacji.